# Skändla
Skändla är en by mellan Tuve och Säve på Hisingen i Göteborgs kommun som ingår i småorten Assmundtorp och Skändla.
Namnet är en typisk sydbohuslänsk/sydnorsk sammandragning och kommer ursprungligen från Skinhälla, berghäll som solen skiner på. Det lär ha kommit till under 1300-talet men man har funnit boplatser redan från 1100-talet.
Som så många andra skogsområden på höjder på norra Hisingen, var Skändla förr en ö i en skärgård när landhöjningen fortfarande inte var så stor. När vattnet drog sig tillbaka fick man bördig mark som då som nu används både som betes- och odlingsmark. Precis som i Askesbyhögens område några kilometer därifrån, har man funnit många boplatser och gravlämningar från sten- brons- och järnåldern. Mest känd är Skändla rös som man hittar mitt uppe på berget.
Idag ligger de flesta gårdar längs med Tuve kyrkväg som sträcker sig längs med Skändlabergets sydöstra del. Vägen var förr huvudlandsväg och genomfartsled mellan centrala Hisingen och Säve. När trafiken blev för intensiv anlade man Tuvevägen mitt på Skändlaslätten, några hundra meter öster om Tuve kyrkväg.